# Drużynowe mistrzostwa Polski w boksie 1989
Drużynowe Mistrzostwa Polski w Boksie Mężczyzn 1989.

Tytuł mistrzowski obronił zespół Igloopolu Dębica.

## Tabela I ligi
| Lp. | Zespół              | M  | Pkt | Walki   |
| --- | ------------------- | -- | --- | ------- |
| 1   | Igloopol Dębica     | 14 | 19  | 177–103 |
| 2   | Czarni Słupsk       | 14 | 17  | 162–118 |
| 3   | Zagłębie Lubin      | 14 | 16  | 151–129 |
| 4   | Gwardia Warszawa    | 14 | 15  | 149–131 |
| 5   | Legia Warszawa      | 14 | 13  | 144–136 |
| 6   | GKS Jastrzębie      | 14 | 13  | 129–151 |
| 7   | Górnik Sosnowiec    | 14 | 11  | 120–160 |
| 8   | Stoczniowiec Gdańsk | 14 | 8   | 88–192  |